# Януш Куртика

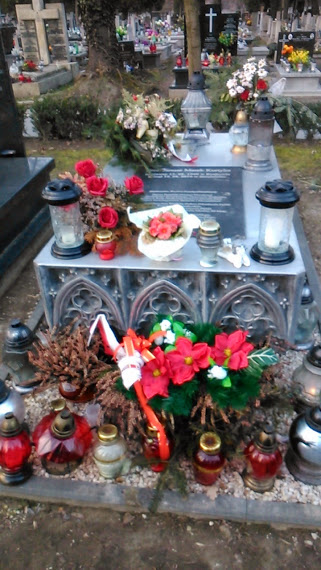
Могила Януша Куртики на Почесній алеї Раковицького цвинтаря у Кракові

Я́нуш Марек Курти́ка (пол. Janusz Marek Kurtyka; нар. 13 серпня 1960, Краків — пом. 10 квітня 2010, Смоленськ) — польський історик. Доктор габілітований гуманітарних наук. Президент Інституту національної пам'яті Польщі (2005–2010).

## Життєпис

### Ранні роки
Народився 13 серпня 1960 року у Кракові в сім'ї інженера Станіслава (1930–1967) і Станіслави, до шлюбу Ясек (1932 р.н.), Куртик. Дитинство та ранню молодість провів у Новій Гуті (частина Кракова). Навчався у початкових школах №95 імені Владислава Броневського №104 імені Стефанії Семполовської. У з 1979 році закінчив 3-й загальноосвітній ліцей імені Яна Кохановського у Кракові. 

### Освіта
У серпні 1983 року закінчив філософсько-історичний факультет Ягеллонського університету, здобувши ступінь магістра. В роки навчання брав активну участь у діяльності Наукового гуртка студентів-істориків Ягеллонського університету (двічі був віцепрезидентом його ради у 1980 та 1982 роках), був ініціатором, співзасновником та головним редактором «Студентських історичних робіт», з 1982 по 1983 рік очолював видавничий відділ Наукового гуртка студентів-істориків Ягеллонського університету. Восени 1980 року був серед засновників осередку Незалежного союзу студентів в університеті, брав участь в акціях протесту, організованих асоціацією. З 1983 року був докторантом Інституту історії Польської академії наук у Варшаві (з вересня 1987 року річна перерва у зв'язку з проходженням строкової військової служби). У 1989 році опублікував першу біографію Леопольда Окулицького. Окрім докторських досліджень, він уклав Історико-географічний словник Краківського воєводства в середні віки та редагував записи до Польського біографічного словника. Також працював в історичній редакції Великої енциклопедії Наукового видавництва. У 1995 році як докторант Польської академії наук захистив докторську дисертацію з медієвістики. З 1 липня 1995 року працював на посаді ад'юнкта. У 2000 році здобув ступінь доктора габілітованого гуманітарних наук у галузі історії середньовіччя.

### Наукова кар'єра
Спеціалізувався на генеалогії, новітній історії, середньовічній історії та спеціальних історичних дисциплінах. Брав участь у міжнародних медиєвістичних наукових конференціях. З 1996 року був співробітником кафедри медієвістики Центрально-Європейського університету в Будапешті, у 1999–2002 та 2003–2006 роках — членом Наукової ради Інституту історії Польської академії наук. Він був автором понад 140 наукових публікацій.
З 1994 по 2009 роки був головним редактором видання «Zeszyty Historyczne WiN». У 2003 році ветерани Асоціації свободи та незалежності обрали його президентом Асоціації.
Працював лектором у Християнському робітничому університеті імені кардинала Стефана Вишинського. З 1997 по 2001 роки працював вчителем історії у 5-й приватній загальноосвітній школі у Кракові. З лютого 2002 року був професором у Державній вищій професійній школі в Перемишлі. Там був завідувачем кафедри давньої та середньовічної історії, з 2004 по 2005 роки — директором Інституту історії та архівістики, з 2002 по 2010 роки — член сенату вищої школи. У 2009–2010 роках читав лекції з історії польської політичної системи в Академії «Ignatianum» у Кракові.
У 1989–2000 роках був головою осередку профспілки «Солідарність» краківського відділу Інституту історії. У 1990 році вступив до Республіканської партії, а в 1991 році — до Республіканської коаліції. У 1992 році став членом Партії християнських демократів. На виборах 1993 року балотувався до Сейму 21-м у виборчому списку комітету «Вітчизна» в окрузі, що охоплював Краківське воєводство, набравши 235 голосів. Наприкінці 1990-х років був активним членом Консервативно-народної партії. З 2008 року був членом асоціації «NZS 1980».
Після створення Інституту національної пам'яті став першим директором його філії у Кракові. 21 вересня 2005 року Колегія Інституту національної пам'яті рекомендувала Сейму його кандидатуру на посаду президента установи. 9 грудня того ж року його кандидатура була затверджена Сеймом (більшістю в 332 голоси), а 22 грудня — Сенатом. П'ятирічну каденцію він розпочав після складання присяги перед Сеймом 29 грудня 2005 року.
Був членом Польського історичного товариства, Польського геральдичного товариства та Товариства друзів наук у Перемишлі.

### Приватне життя
Народився у сім'ї Станіслава та Станіслави Куртик. Мав брата Анджея. З 1983 року був одружений з лікаркою Зузанною (до шлюбу Випасек). Мав двох синів: Павла та Кшиштофа.

### Загибель
Загинув 10 квітня 2010 року в катастрофі польського літака Ту-154М у Смоленську. 15 квітня 2010 року в Перемишлі відбувся меморіальний марш на його честь. Церемонія поховання відбулася 23 квітня 2010 року в Кракові. Меса відбулася в костелі святих апостолів Петра і Павла. Поховали Януша Куртику на Почесній алеї Раковицького цвинтаря. 20 березня 2012 року за розпорядженням військової прокуратури, що розслідує Смоленську катастрофу, його тіло було ексгумовано 26 березня 2012 року Януша Куртику перепоховали у тому ж місці Раковицького цвинтаря.

## Відзнаки
21 серпня 2007 року Указом Президента України Віктора Ющенка нагороджений орденом «За заслуги» третього ступеня — за вагомий особистий внесок у зміцнення авторитету України у світі, популяризацію її історичних і сучасних надбань та з нагоди 16-ї річниці незалежності України .. 3 квітня 2009 року президент Польщі Лех Качинський нагородив його Командорським хрестом Ордену Відродження Польщі. 16 квітня 2010 року маршалок Сейму, виконуючий обов'язки Президента Республіки Польща Броніслав Коморовський посмертно нагородив його Великим Хрестом Ордену Відродження Польщі. 29 жовтня 2015 року посмертно нагороджений Хрестом свободи та солідарності.

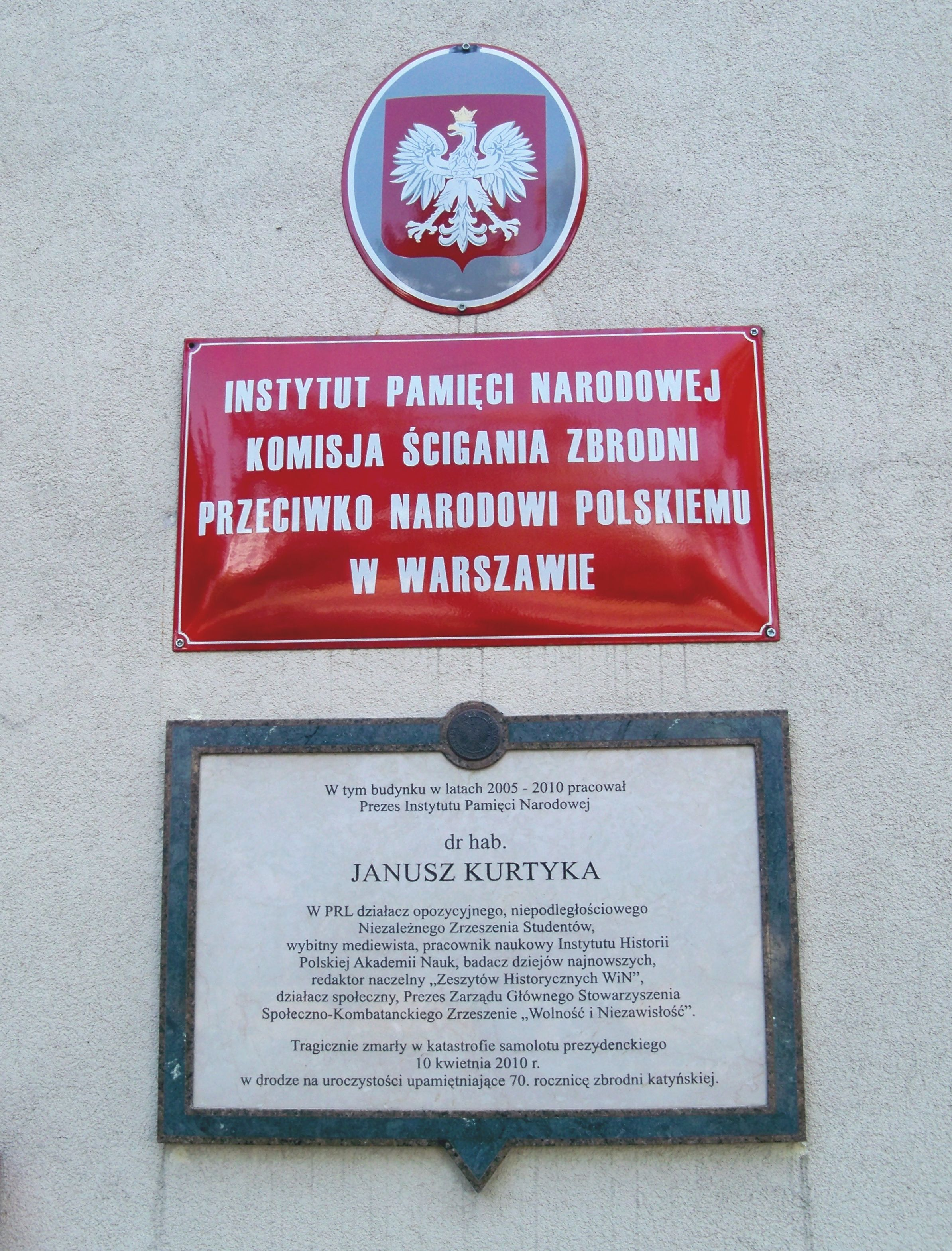
Пам'ятна дошка, присвячена Янушу Куртиці, у штаб-квартирі Інституту національної пам'яті Польщі

За захист докторської дисертації був нагороджений премією імені Адама Геймовського (Польське геральдичне товариство, 1996) та другою премією Конкурсу імені Клеменса Шанявського (Товариство сприяння та популяризації наук у Варшаві, 1998). Також отримав премії імені Йоахима Лелевеля (2000) та Єжи Лоєка (2001). У 2007 році тижневик «Gazeta Polska» присвоїв йому звання «Людина року 2006». 9 червня 2010 року посмертно відзначений нагородою Хранителя національної пам'яті.

## Вшанування пам'яті
Пам'ятні дошки, присвячені Янушу Куртиці, були встановлені у Палаці Конопків у Величці (відкрито 13 серпня 2010 року), на фасаді Інституту національної пам'яті у Варшаві (8 жовтня 2010 року), у костелі св. Казимира Королевича у Кракові (8 квітня 2011 року), у Венгруві (9 квітня 2013 року), при костелі св. Йозефа у Кракові (14 квітня 2013 року). 8 жовтня 2010 року Освітній центр Інституту національної пам'яті названий на честь Януша Куртики.
14 квітня 2011 року в Державній вищій Схдноєвропейській школі у Перемишлі відкритий обеліск, присвячений пам'яті жертв Катинської та Смоленської трагедій, зокрема, президентській парі Леха та Марії Качинським та Янушу Куртиці, колишньому співробітнику закладу.
У 2014 році Асоціація польських журналістів розпочала вручати премію імені Януша Куртики за публікації на історичні теми.
Погруддя Януша Куртики були відкриті на Горі Преображення Господнього в Моравиці (2014) та в Пантеоні національних героїв на цвинтарі полеглих у Варшавській битві в Оссуві (2015).
У листопаді 2020 року міська рада Варшави прийняла резолюцію про присвоєння одній з вулиць району Мокотув імені Януша Куртики. Дошки з назвою вулиці Януша Куртики встановлені до 31 грудня 2020 року.

## Вибрані публікації
- Generał Leopold Okulicki „Niedźwiadek” (1898–1946), 1989
- Konspiracja i opór społeczny na Podkarpaciu w okresie PRL (ред.), 2007
- Latyfundium Tęczyńskie. Dobra i właściciele (XIV–XVII wiek), 1999
- Odrodzone królestwo. Monarchia Władysława Łokietka i Kazimierza Wielkiego w świetle nowszych badań, 2001
- Tęczyńscy. Studium z dziejów polskiej elity możnowładczej w średniowieczu, 1997
- Podole w czasach Jagiellońskich. Studia i materiały, 2011
- Z dziejów agonii i podboju. Prace zebrane z zakresu najnowszej historii Polski, 2011
- Janusz Kurtyka w mediach, Rzeczpospolita wolnych ludzi, 2015 (збірник праць Януша Куртики, написаних ним у 2000–2010 роках[34])